# インターコンチネンタル・バンコク
座標: 北緯13度44分42.0秒 東経100度32分29.3秒 / 北緯13.745000度 東経100.541472度
インターコンチネンタル・バンコク(InterContinental Bangkok)は、タイの首都であるバンコク・パトゥムワン区にある最高級ホテル。旧名称はロイヤル・メリディアン・バンコクで、2003年7月18日に現名称に変更した。

## 特徴
プルンチット通りに面し、バンコク・スカイトレインのチットロム駅(Chit Lom、ชิดลม)から徒歩約1分のところにある37階建て381室の高層ホテル。近くにバンコク伊勢丹がある。ロビーは2フロア吹き抜けである。
客室は最もベーシックなグランドデラックスルームで約45平方メートルの広さを誇り、全室ともシャワーとバスタブが独立している。
クラブインターコンチネンタルフロアは、客室の広さはグランドデラックスルームと変わらないものの、部屋でのインターネット接続無料、専用ラウンジでの軽食や飲み物が午前6時から午後11時まで無料利用などといった特典が付いている。また午後3時から4時半まではアフタヌーンティーでケーキサービス、午後5時半から7時半まではハッピーアワーとなりアルコールも楽しめる。
新しくリニューアルしたフロアの客室は、液晶テレビ、DVDプレイヤー、iPodを楽しめる端末などといったIT関連も充実している。
ふかふかのベッドは寝心地は最高で、ベッドタイムは6種類あるピローメニューからお気に入りのものを選ぶことが出来る。
隣にあるホリデイインバンコクとも連結しており、両方のホテルを自由に行き来し、レストランも充実しているため、ホテルライフも十分に楽しめる。
1999年開業。

## 施設
- エスプレッソ(Espresso)　インターナショナルビュッフェ
- 夏宮金殿(Summer Palace)　中華料理
- デリ(Deli)　軽食
- ファイアプレース グリル(Fireplace Grill)　ステーキハウス、ワイン
- バルコニー ラウンジ(Balcony Lounge)　アフタヌーンティー、軽食
- オアシス プール バー(Oasis Pool Bar)　バー
- スパ　インターコンチネンタル(Spa Intercontinental)　スパ
- プール　屋上に1か所

など